# Mawu (mytologi)
Mawu var hos folken i Benin och Togo den kvinnliga delen av ett ursprungligt tvillingpar som förknippades med månen.